# Герб Нижне-Бытантайского наслега
Герб муниципального образования сельское поселение «Нижнебытантайский наслег» Эвено-Бытантайского улуса Республики Саха (Якутия) Российской Федерации.
Герб утверждён Решением Нижнебытантайского наслежного Совета депутатов № 6-4 от 25 сентября 2009 года .
Герб внесён в Государственный геральдический регистр Российской Федерации под регистрационным номером 6633.

## Описание герба
«В лазоревом поле золотой летящий вправо орёл, сопровождаемый возникающей снизу зелёной, тонко окаймлённой серебром горой о трёх островерхих вершинах, обременённой тремя летящими вверх и видимыми со спины серебряными лебедями с червлёными клювами (один и два)».